# La Ville brûlée
La ciutat cremada
Pour plus de détails, voir Fiche technique et Distribution.
La Ville Brûlée (La ciutat cremada) est un film espagnol en catalan de 1976 réalisé par Antoni Ribas.

## Synopsis
Le film narre les évènements historiques qui se déroulèrent à Barcelone entre 1899 et 1909, de l'arrivée des soldats de la guerre hispano-américaine jusqu'aux émeutes connues sous le nom de Semaine tragique.
Autour de la famille Palau, vitrine de la bourgeoisie catalane et du développement économique de l'époque, se succèdent les faits politiques et sociaux les plus importants de la période.

## Fiche technique
- Titre français : La Ville brûlée[3]
- Décors : Josep Massagué et Jordi Berenguer
- Photographie : Teodoro Escamilla
- Musique : Manuel Valls i Gorina
- Langue : espagnol, catalan, espéranto
- Dates de sortie : 
  - Espagne : 1976
  - France : 8 février 1984[3]

## Distribution
Sauf indication contraire, les informations mentionnées dans cette section peuvent être confirmées par la base de données cinématographiques IMDb,  présente dans la section « Liens externes ».
- Ángela Molina : Roser Palau
- Pau Garsaball : M. Palau
- Jeannine Mestre : Remei Palau
- Montserrat Salvador : Mme Palau
- Francisco Casares : Frédéric
- Xabier Elorriaga : Josep
- Adolfo Marsillach : Francesc Cambó
- José Luis López Vázquez : Enric Prat de la Riba
- Ovidi Montllor : Emiliano Iglesias
- José Vivó : Docteur Robert
- Alfred Lucchetti : Alejandro Lerroux
- Núria Espert : femme misérable
- Joan Manuel Serrat : Ramón Clemente García
- Teresa Gimpera : Mme Vallès i Ribot
- Patty Shepard : Sœur Engràcia
- Mary Santpere : mère de Rull-Artós
- Ricardo Palmerola : M. Roig
- Marta May : femme misérable